# 小山田村 (三重県)
小山田村（おやまだむら）は三重県三重郡にあった村。現在の四日市市の南西部、内部川の中流左岸にあたる。

## 地理
- 河川：内部川、足見川、鎌谷川

## 歴史
- 1889年（明治22年）4月1日 - 町村制の施行により、小山村・山田村・六名村・堂箇山村の区域をもって発足。
- 1954年（昭和29年）3月31日 - 四日市市に編入。同日小山田村廃止。

## 交通

### 鉄道路線
現在は旧村域を東名阪自動車道が通過するが、当時は未開通。